# Trofeo Città di Borgomanero 2006
Il Trofeo Città di Borgomanero-Coppa Lella Mentasti 2006, terza edizione del Trofeo Città di Borgomanero e seconda edizione della Coppa Lella Mentasti, si svolse il 15 ottobre 2006, su un percorso totale di 50,2 km. Venne vinto dagli italiani Marco Velo e Fabio Sacchi che terminarono la gara in 1h02'47".
Partirono un totale di diciassette coppie e tutte conclusero la gara.

## Classifica (Top 10)
| Pos. | Corridore                              | Squadra                   | Tempo    |
| ---- | -------------------------------------- | ------------------------- | -------- |
| 1    | Fabio Sacchi & Marco Velo              | Fassa Bortolo             | 1h02'47" |
| 2    | Vincenzo Nibali & Roman Kreuziger      | Liquigas                  | a 1'31"  |
| 3    | Andrea Peron & Volodymyr Hustov        | Team CSC                  | a 2'27"  |
| 4    | Alessandro Ballan & Giovanni Visconti  | Lampre & Milram           | a 2'52"  |
| 5    | Rinaldo Nocentini & Andrea Tonti       | Acqua & Sap.              | a 3'05"  |
| 6    | Danilo Di Luca & Ruggero Marzoli       | Liquigas & Lampre         | a 3'22"  |
| 7    | Ruslan Pidhornyj & Gabriele Bosisio    | Tenax                     | a 3'30"  |
| 8    | Alberto Ongarato & Alessandro Petacchi | Team Milram               | a 4'17"  |
| 9    | Daniele Nardello & Eddy Mazzoleni      | T-Mobile Team             | a 4'20"  |
| 10   | Aleksandr Efimkin & Vladimir Efimkin   | Barloworld & C. d'Epargne | a 4'37"  |